# Sikorsky (cráter)

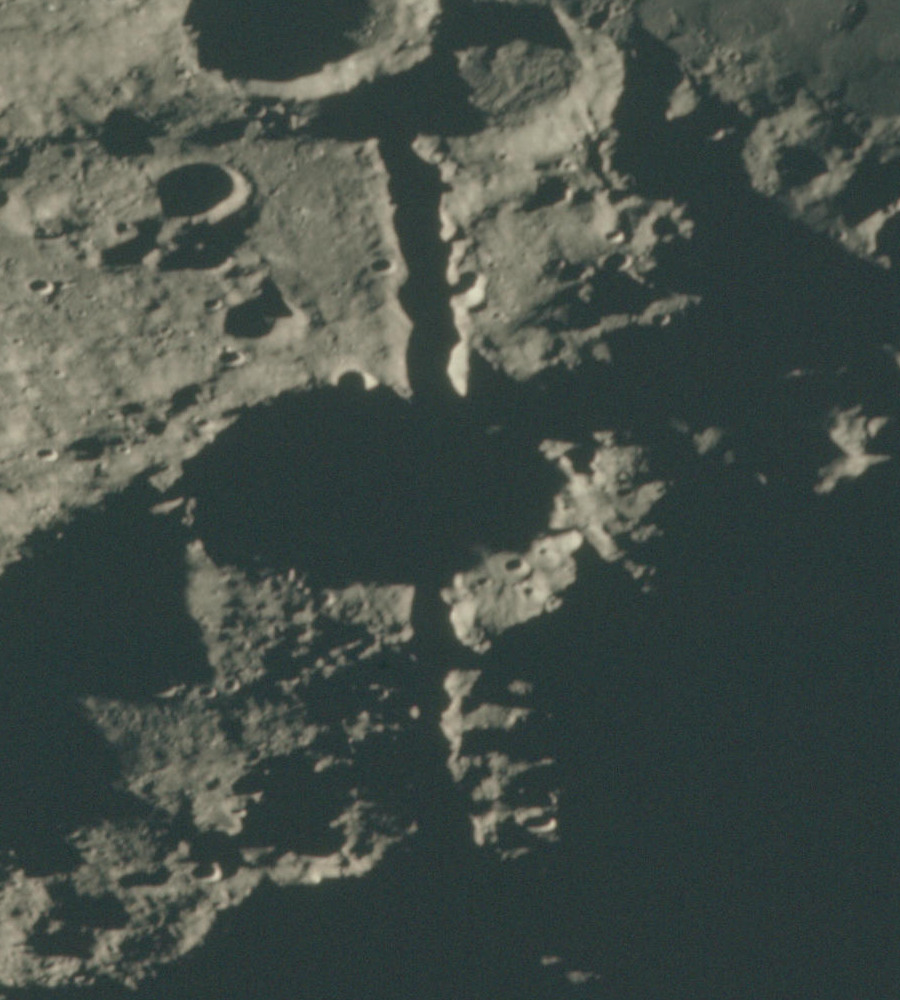
Fotografía de la misión Apolo 15

Sikorsky es un cráter de impacto perteneciente a la cara oculta de la Luna. Está situado detrás del terminador suroriental de la Luna, apenas fuera de la vista desde la Tierra. Se encuentra al noroeste de la enorme planicie amurallada del cráter Schrödinger. Al noroeste se halla el cráter más pequeño Moulton.
En 1967, el Lunar Orbiter 4 fotografió esta región en alta resolución, descubriendo una grieta de 310 km de largo cortando a través de la mitad de Sikorsky. Esta formación lineal es radial con respecto a Schrödinger y desde entonces ha sido denominada Vallis Schrödinger.
Es una formación muy erosionada con un borde desgastado y redondeado por una larga historia de impactos menores. Además del amplio valle mencionado anteriormente, existe una hendidura menor que corta el borde oriental desde el sur-sureste. También se localizan pequeños cráteres en el borde hacia el este, el noreste y el noroeste.
Descontando el valle que divide el suelo, la superficie interior es relativamente plana y sin rasgos destacables, con tan solo unos cuantos cráteres pequeños marcando la superficie. Casi en el punto medio exacto del fondo del cráter, en el lado occidental del Vallis Schrödinger, aparece el cráter satélite Sikorsky Q, en forma de cuenco.
El cráter debe su nombre a Ígor Sikorski, pionero de la aviación estadounidense de origen ruso.

## Cráteres satélite
Por convención estos elementos son identificados en los mapas lunares poniendo la letra en el lado del punto medio del cráter que está más cercano a Sikorsky.
|          | \| Sikorsky \| Coordenadas \| Diámetro \| \| -------- \| --------------------------------- \| -------- \| \| Q \| 65°47′S 103°27′E / -65.79, 103.45 \| 14 km \| |          |
| Sikorsky | Coordenadas | Diámetro |
| Q        | 65°47′S 103°27′E / -65.79, 103.45 | 14 km    |